# Ethel Sargant

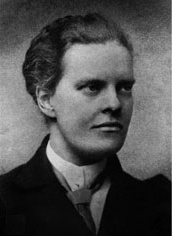
Ethel Sargant

Ethel Sargant (* 28. Oktober 1863 in London; † 16. Januar 1918 in Sidmouth) war eine britische Botanikerin. Sie war die erste Frau, die der Vorstandschaft der Linnean Society angehörte. Ihr botanisches Autorenkürzel lautet „Sargant“.

## Werdegang
Ethel Sargant wurde als Tochter des Ehepaars Henry Sargant und Catherine Emma, geb. Beale geboren. Sie besuchte die North London Collegiate School. 1881 nahm sie Studien der Naturwissenschaften am Girton College in Cambridge auf, die sie 1885 mit dem Examen abschloss. Für ihre weiteren Forschungen richtete sich Ethel Sargant ein Labor bei sich zu Hause ein, wo sie bis auf wenige Unterbrechungen ihrer Forschungsarbeit nachging. 1892 wechselte sie für ein Jahr nach Kew in den Royal Botanical Garden, um sich bei D. H. Scott zu Forschungsmethoden der Pflanzenanatomie weiterzubilden. 1897 unternahm sie Reisen zu verschiedenen europäischen Forschungseinrichtungen. Hierbei suchte sie auch Eduard Strasburger, einen bekannten Botaniker, in Bonn auf. Zusätzlich zu ihren Forschungen erteilte Ethel Sargant in ihrem Labor Studentinnen und Studenten Anleitung bei wissenschaftlichen Arbeiten. In diesem Zusammenhang lernte sie Agnes Arber kennen, die 1902 bei ihr eine Tätigkeit als Forschungsassistentin aufnahm.

## Wissenschaftliches Wirken
Der Schwerpunkt der Forschungsaktivität von Ethel Sargant lag auf dem Gebiet der Pflanzenzytologie und Pflanzenanatomie. Im Zuge ihrer Beschäftigung mit der Zellteilung bei Pflanzen gelang es ihr die Existenz der synaptischen Phase nachzuweisen. Diese Zellteilungsphase, in der sich analoge mütterliche und väterliche Chromosomen aneinanderfügen, war zum damaligen Zeitpunkt für Pflanzen noch in der Diskussion. In ihren weiteren Forschungen studierte sie die Entwicklung von Ei und Spermium bei Lilien. Die Ergebnisse dieser Untersuchungen publizierte sie 1896 und 1897 im Kontext mehrerer Fachbeiträge. Ihr späteres Wirken konzentrierte sich auf Fragen zur Evolution der Pflanzen. Hierbei setzte sie sich intensiv mit dem Ursprung einkeimblättriger Pflanzen auseinander. Sie kam zu dem Ergebnis, dass ein- und zweikeimblättrige Pflanzen aus einem gemeinsamen Vorfahren hervorgegangen sein müssen. Dieser Erkenntnis lagen genaue anatomische Studien junger Pflanzen zugrunde. Ein besonderes Augenmerk legte sie hier auf die Untersuchung der Leitbündel.

## Würdigung
In Anerkennung ihrer wissenschaftlichen Leistung wurde Ethel Sargant 1904 in die Linnean Society als Mitglied gewählt und danach als erste Frau in den Vorstand der Organisation. Im Jahr 1913 erhielt sie die Ehrenmitgliedschaft des Girton Colleges.